# Gesneria earlei
Gesneria earlei är en tvåhjärtbladig växtart som beskrevs av Ignatz Urban och Nathaniel Lord Britton. Gesneria earlei ingår i släktet Gesneria och familjen Gesneriaceae. Inga underarter finns listade i Catalogue of Life.